# Charles Templon
Pour les articles homonymes, voir Templon (homonymie).
Charles Templon est un acteur, metteur en scène et scénographe français, né le 26 décembre 1986 à Paris. Il est connu pour avoir joué adolescent dans la série Foudre pendant plusieurs années.

## Biographie
Né d’un père caviste et d’une mère secrétaire. Il grandit dans le 18e arrondissement de Paris.
Il débute au théâtre à l’âge de 10 ans dans une ligue d’improvisation et en cours dans un centre culturel.
Il suit une formation au cours Florent pendant deux ans, où il sera repéré par un agent, en même temps que ses cours aménagés au collège.
Il rejoint plus tard le cours de théâtre de Jean-Laurent Cochet où il étudie pendant deux ans.

### Carrière
À l’âge de 15 ans, en 2002, il apparaît pour la première fois à l’écran dans le film de François Dupeyron, Monsieur Ibrahim et les Fleurs du Coran aux côtés d’Omar Sharif et d’Isabelle Adjani. Il interprète Richard, le meilleur ami de Momo.
Tout en continuant ses études, Charles tourne dans plusieurs fictions pour la télévision, Les Camarades, La bonté d’Alice, Commissaire Valence et pour le cinéma dans le film Espace Détente de Bruno Solo et Yvan Le Bolloc'h, adaptation de la série Caméra Café, où il interprète Jason Convenant.
Après son Bac, Charles s’inscrit en droit à Nanterre, mais il n’y restera qu’une journée[réf. nécessaire].
Il fait ses premiers pas sur scène dans une pièce de Sacha Guitry, Deux Couverts, au Théâtre de la Pépinière et en tournée, alors qu’il n’a que 17 ans. Il joue le fils de Jean-Laurent Cochet.
En 2006, Charles est repéré par France Télévisions et le journaliste-réalisateur Stephane Meunier. Il décroche le rôle principal dans la série Foudre diffusée sur France 2 pendant 4 ans.
Il est Alex, le jeune héros romantique aux côtés de Joséphine Jobert et David Tournay
Adolescent, le tournage à l’autre bout du monde en Nouvelle Calédonie et au Vanuatu est une expérience formatrice pour lui.
Entre 2006 et 2008, il apparaît dans d’autres fictions pour la télévision en parallèle et intègre la mini-série Que du bonheur ! où il interprète le rôle de Julien (saison 1 et 2)
En 2007 il joue dans le film Décroche de Manuel Schapira, Ours d’argent à la Berlinale.
Après quatre ans de participation à Foudre, l’acteur décide de quitter la série pour se consacrer à des projets théâtraux.
France 2 et les scénaristes sont contraints de faire mourir le héros.
Il est récompensé du Jeune Talent Comédien aux Trophée des jeunes talents de l’année 2009, remis par Robert Hossein et un jury de journalistes.
Cette année là Yann Barthès est récompensé du trophée jeune journaliste et Fred Cavayé du trophée jeune réalisateur.
En 2010, Charles joue et danse dans la pièce de théâtre Push up de Roland Schimmelpfennig, mis en scène par Marcial Di Fonzo Bo au 104 Paris.
En 2012, il interprète Roméo dans Roméo et Juliette la version interdite de Hubert Benhamdine, au Point Virgule pendant 1 an puis en tournée.
En 2013 et 2014, il joue sans relâche dans Les 39 Marches de John Buchan et Alfred Hitchcock, adapté par Gérald Sibleyras et mis en scène par Eric Métayer, aux côtés d'Andréa Bescond.
La pièce obtient le Molière de la meilleure adaptation et le Molière du meilleur spectacle comique.
Parallèlement il tourne dans Les Petits Meurtres d'Agatha Christie (épisodes: Un cadavre sur l’oreiller et Pension Vanilos), Fais pas ci, fais pas ça.(saison 5) et rejoint la série Scènes de ménages pour plusieurs épisodes où il interprète le meilleur ami du couple Audrey Lamy - Loup-Denis Elion.
Depuis 2012, Charles enregistre Nuits noires-Nuits blanches pour France Inter et des pièces radiophoniques pour France Culture.
En 2013, Charles est choisi par Daniel Cordier pour tourner dans l’adaptation d’Alias Caracalla, au cœur de la Résistance réalisé par Alain Tasma sur France 2. Les jeunes acteurs du tournage révèlent avoir suivi un entraînement physique au GIPN jour et nuit pendant la préparation du film.
En 2014, il co-fonde l’association AAFA avec 33 actrices et acteurs de France, pour une meilleure défense et visibilité des artistes. Il s’engage comme Secrétaire général pour la première année.
En 2015, il crée sa compagnie de théâtre et met en scène son premier spectacle sur l’identité et la sexualité ; Les escargots sans leur coquille font la grimace, de Juliette Blanche.
Spectacle crée aux Déchargeurs, au festival d’Avignon et en tournée.
Il met en scène également le spectacle Hypersensible, d'Axelle Laffont au Théâtre du Petit Saint-Martin.
Pour le Festival Brouillage il crée Comme des cons entre nous à La Loge Paris.
En 2016, il met en scène la pièce de théâtre M’man de Fabrice Melquiot au Théâtre de la Porte Saint Martin.
Il signe également la scénographie et la création des costumes.
La pièce est nommée aux Molières, Meilleur spectacle privé et meilleure comédienne pour Cristiana Reali.
En 2017, il tourne pour le cinéma dans Les grands esprits d'Olivier Ayache-Vidal avec Denis Podalydès.
En 2017, il met en scène Jeanne de Jean-Robert Charrier au Théâtre du Petit Saint-Martin, avec Nicole Croisille et Florence Muller.
Il est connu pour s'investir pleinement dans la préparation des rôles qu'il interprète. En effet il révèle avoir pris 8 kilos pour ce rôle.
Parallèlement il scénographie des événements publics, des concerts et des spectacles comme à la Maroquinerie, au Théâtre du Rond-Point et à la Maison de la Poésie.
En 2018, il interprète Tom Wingfield aux côtés Ophélia Kolb et Cristiana Reali pendant 300 représentations dans La Ménagerie de Verre de Tennessee Williams, mise en scène de Charlotte Rondelez au théâtre de Poche Montparnasse.
En 2019, il rejoint le casting de la série Vernon Subutex (adaptée des romans de Virginie Despentes) sur Canal + , il interprète le personnage Kiko aux côtés de Romain Duris.
En 2021, il devient Directeur artistique du nouveau théâtre, le Majestic - Scène de Montereau.
Théâtre

### Metteur en scène
- 2015 : Les Escargots [5] de Juliette Blanche - Théâtre des Déchargeurs - Festival d'Avignon - Tournée
- 2015 : Hypersensible d'Axelle Laffont - Théâtre du Petit Saint-Martin - Tournée
- 2016 : M’MAN[6],[7],[8],[9] de Fabrice Melquiot - Théâtre du Petit Saint-Martin
- 2022: Chut de Nicolas Roux-Chaykine - Théâtre Ciné 13
- 2023 : Un président ne devrait pas dire ça… de Gérard Davet et Fabrice Lhomme, Théâtre libre

### Scénographe
- 2015 : Les Escargots de Juliette Blanche
- 2016 : M’MAN de Fabrice Melquiot
- 2018-2019 : Événements: "Dans un futur proche" - La Maroquinerie
- 2019: Sorcières - Théâtre du Rond-Point
- 2019: Mignonne d'Angèle Humeau - Scène Nationale Toulon Chateauvallon-Liberté
- 2023: Don Giovani - Majestic-Scène de Montereau
- 2023 : Un président ne devrait pas dire ça… de Gérard Davet et Fabrice Lhomme, Théâtre libre

### Comédien
- 2010 : Push up de Roland Schimmelpfennig mis en scène par Marcial Di Fonzo Bo - 104 Paris
- 2012 : Roméo et Juliette de Hubert Benhamdine : Roméo
- 2013-2014 : Les 39 Marches de John Buchan et Alfred Hitchcock mis en scène par Eric Métayer
- 2015: Brouillage mis en scène par Yohann Manca - La Loge.
- 2015 : Perrichon voyage Toujours de Gérald Sibleyras - Théâtre La Bruyère
- 2017 : Jeanne de Jean Robert-Charrier, mise en scène Jean-Luc Revol - Théâtre du Petit Saint-Martin
- 2018 : La Ménagerie de verre de Tennessee Williams, mise en scène Charlotte Rondelez - théâtre de Poche Montparnasse (rôle: Tom Wingfield)
- 2025 : Candide de Voltaire, mise en scène Didier Long, Théâtre de Poche-Montparnasse

## Filmographie

### Cinéma
- 2003 : Monsieur Ibrahim et les Fleurs du Coran de Francois Dupeyron: Richard
- 2005 : Espace détente  de Bruno Solo et Yvan Le Bolloc'h: Jason Convenant
- 2006 : L'Âge d'homme... maintenant ou jamais ! de Raphaël Fejtö
- 2010 : Thelma, Louise et Chantal de Benoît Pétré : Jeune homme dans la boîte de nuit
- 2017 : Blockbuster de July Hygreck : Charles
- 2017 : Les Grands Esprits d'Olivier Ayache-Vidal : Sébastien

### Télévision
- 2002 : Famille d'accueil : Robin
- 2002 : Commissariat Bastille : Luc
- 2004 : La Bonté d'Alice : Guillaume
- 2005 : Commissaire Valence : Julien
- 2006 : Les Camarades : Marco
- 2006 : Passés troubles : Thomas
- 2007 - 2011 : Foudre : Alex Nelka (63 épisodes)
- 2008 : Que du bonheur ! : Julien Cauvin (3 épisodes)
- 2008 : Duval et Moretti épisode 15 : "Compte à rebours" : Stéphane
- 2010 : Fortunes de Stéphane Meunier
- 2011 - 2015 : Les Petits Meurtres d'Agatha Christie : Pierre / Charles Froment (2 épisodes: Meurtres sur l'oreiller/ Pension Vanillos)
- 2012 : Fais pas ci, fais pas ça : Rodrigue (saison 5, épisode 7)
- 2012 : Balzance : Jean-Marie
- 2013 : Il faut marier maman : Nicolas
- 2013 : Alias Caracalla d'Alain Tasma : Rödel
- 2013 : Commissaire Magellan (un épisode)
- 2013 : Scènes de ménages : l'ami de Cédric et Marion (15 épisodes)
- 2013 : Le Bal des secrets : Jean-Marie 1980 (2 épisodes)
- 2015 : Mon mec a moi [10]: Charles
- 2016 : Profilage (saison 7 épisode 4) : Zacharie Leroy
- 2016 : Le Meufisme (3 épisodes): l'ex
- 2016 : La Baf : Grincheux
- 2016 : Nina : Jeremy
- 2016 : Munch : Pierre Astier
- 2017 : L'Art du crime, série réalisée par Éric Woreth (2 épisodes)
- 2019 : Vernon Subutex : Kiko (2 épisodes)
- 2021 : Face à face : Nicolas Gauvin
- 2022: Les invisibles
- 2022 : Syndrome E de Laure de Butler : Lt. Gagnère
- 2022 : Notre-Dame, la part du feu de Hervé Hadmar
- 2025 : Clean de Cathy Verney : Antoine Charlant

### Publicités télévisées
- Cacharel (parfums)
- PlayStation (Angleterre)
- Vodafone (Angleterre et Allemagne)
- 2016 : Publicité Citroën

### Court-métrage
- 2003 : Martin, court métrage : Martin
- 2006 : Répond ! : petite apparition
- 2007 : Décroche de Manuel Schapira
- 2010 : Bang bang de F. Scotlande
- 2014 : Au souvenir d'une lune de Guillaume Caramel : Stéphane

### Radios
- 2010-2014 : France Inter
- 2010-2016 : France Culture

## Distinctions
- Foudre : Prix Meilleure série Festival de la fiction TV de La Rochelle 2008 (rôle Alex Nelka)
- Jeune Talent Comédien aux Trophée des Jeunes Talents de l’année 2009
- Passés Troubles : Prix Meilleure Réalisation Fiction Luchon 2007
- Les Petits Meurtres d'Agatha Christie : Prix Meilleure série Festival de la fiction TV de La Rochelle 2011
- M’MAN de Fabrice Melquiot (metteur en scène Charles Templon) élue Meilleur spectacle privé[11]